# الجدول الزمني لنزع سلاح العراق 1990–2003
في ما يلي الجدول الزمني لنزع سلاح العراق بين عامي 1990 و 2003.

## 1990
24 تموز يوليو 1990
- قبل تسعة أيام من غزو العراق للكويت قالت المتحدثة باسم وزارة الخارجية الأميركية مارغريت توتيلر «ليس لدينا أي معاهدات دفاعية مع الكويت ولا توجد أي التزامات خاصة بالدفاع أو الأمن تجاه الكويت».[1]

2 آب أغسطس 1990
- تبدأ حرب الخليج العربي عندما غزت القوات العراقية الكويت بالدروع والمشاة، وتحتل مواقع إستراتيجية في جميع أنحاء البلاد، بما في ذلك قصر الأمير.
- يقر مجلس الأمن الدولي القرار رقم 660 الذي يدين غزو العراق ويطالب بانسحاب القوات العراقية.

6 آب أغسطس 1990
- مجلس الأمن الدولي يصدر القرار رقم 661 الذي يفرض عقوبات اقتصادية على العراق.

8 آب أغسطس 1990
- العراق يعين نظاما عميلا في الكويت يعلن عن الاندماج مع العراق.

29 تشرين الثاني نوفمبر 1990
- يقر مجلس الأمن الدولي القرار رقم 678 الذي يمنح العراق مهلة للانسحاب في 15 يناير 1991، ويأذن للدول الأعضاء “بجميع الوسائل اللازمة لدعم وتنفيذ القرار 660" في حال فشل العراق في الانسحاب بحلول ذلك الموعد النهائي.

## 1991
12 كانون الثاني يناير 1991
- الكونجرس الأمريكي وافق على قرار مشترك يسمح باستخدام القوة العسكرية لإخراج العراق من الكويت.

17 كانون الثاني يناير 1991
- بعد يوم واحد من انقضاء الموعد النهائي المحدد في القرار 678، شنّت قوات التحالف عملية عاصفة الصحراء بحملة جوية واسعة النطاق ضد أهداف في العراق والكويت.

22 شباط فبراير 1991
- العراق يوافق على اتفاق لوقف إطلاق النار اقترحه الاتحاد السوفياتي. ورفضت الولايات المتحدة هذا الاقتراح لكنها قالت أن القوات العراقية المتراجعة لن تتعرض لهجوم وأعطت أربع وعشرين ساعة للعراق لبدء سحب قواتها من الكويت.

24 شباط فبراير 1991
- تبدأ الحملة البرية بقيادة الولايات المتحدة لتحرير الكويت.

26 شباط فبراير 1991
- تبدأ القوات العراقية بالانسحاب من الكويت وإشعال النار في حقول النفط الكويتية في إطار سياسة الأرض المحروقة.

28 شباط فبراير 1991
- بعد مائة ساعة من بدء الحملة البرية أعلن الرئيس الأمريكي جورج بوش الأب وقف إطلاق النار. لقد تم تحرير الكويت بالكامل.

3 آذار مارس 1991
- العراق يقبل شروط وقف إطلاق النار.

منتصف مارس - أوائل أبريل 1991
- القوات العسكرية العراقية تقمع تمرد الأكراد والمسلمين الشيعة في الأجزاء الجنوبية والشمالية من البلاد خلال الانتفاضة في عام 1991، مما خلق كارثة إنسانية على حدود تركيا وإيران.

3 نيسان أبريل 1991
- مجلس الأمن الدولي يمرر اتفاقية وقف إطلاق النار، القرار 687. ودعا القرار أيضا إلى تدمير أو إزالة جميع الأسلحة الكيميائية والبيولوجية، وجميع مخزونات العوامل والمكونات، وجميع مرافق البحث والتطوير والدعم والتصنيع للقذائف التسيارية التي يزيد مداها عن 150 كيلومترا، ومرافق الإصلاح والإنتاج ذات الصلة، الاعتراف بالكويت، تقديم معلومات عن المفقودين الكويتيين، وإعادة الممتلكات الكويتية وإنهاء دعمه للإرهاب الدولي. وأنشأ هذا القرار لجنة خاصة، هي لجنة الأمم المتحدة الخاصة، لتفتيش المرافق الكيميائية والبيولوجية والنووية العراقية. وكان مطلوبا من العراق تسليم جميع الأسلحة البيولوجية والكيميائية إلى لجنة الأمم المتحدة الخاصة لتدميرها، وأُمر باحترام معاهدة عدم انتشار الأسلحة النووية لعام 1968.

4 نيسان أبريل 1991
- وفقا للجنة الخاصة التابعة للأمم المتحدة فإن العلماء النوويين العراقيين يأمرون بإخفاء الأسلحة النووية عن مفتشي الامم المتحدة وجمع وإخفاء بيانات الكمبيوتر ووضع تبرير «قانوني» لوجود مختبرات نووية عراقية.

5 نيسان أبريل 1991
- مجلس الأمن الدولى يصدر القرار رقم 688 الذي يدين الاجراءات القمعية التي يمارسها العراق ضد المدنيين. ويطالب المجلس أيضا بإمكانية وصول المجموعات الإنسانية.

6 نيسان أبريل 1991
- العراق يقبل القرار 687.

8 نيسان أبريل 1991
- في اجتماع للجماعات الأوروبية في لوكسمبورغ، تم إنشاء منطقة آمنة تابعة للأمم المتحدة ومنطقة حظر جوي تحت اسم عملية توفير الراحة في شمال العراق شمال خط العرض 36 درجة شمالاً لحماية الأكراد.
- تأمر الولايات المتحدة العراق بوقف كافة العمليات العسكرية في المنطقة الكردية الشمالية.

18 نيسان أبريل 1991
- العراق يعلن عن بعض أسلحته ومواده الكيميائية للأمم المتحدة، وفقا لما يقتضيه القرار 687، ويدعي أنه ليس لديه برنامج للأسلحة البيولوجية.

19 نيسان أبريل 1991
- يعين الدبلوماسي السويدي رولف إيكيوس رئيسا تنفيذيا للجنة الخاصة التابعة للأمم المتحدة.

15–21 أيار مايو 1991
- عمليات التفتيش الموقعي الأولى بموجب قرار مجلس الأمن 687 في العراق التي أجرتها الوكالة الدولية للطاقة الذرية.

9 حزيران يونيو 1991
- اللجنة الخاصة تبدأ عمليات التفتيش الأولى في العراق.

17 حزيران يونيو 1991
- أكد مجلس الأمن في قراره 699 أن العراق كان مسؤولا عن تكاليف عمليات التفتيش، وقراره 700 الذي ينفذ بالكامل فرض حظر أسلحة على العراق.

23–28 حزيران يونيو 1991
- تحاول الأفرقة التابعة للجنة الخاصة والوكالة الدولية للطاقة الذرية اعتراض المركبات العراقية التي تحمل معدات ذات صلة نووية تسمى كالوترون. ويطلق الجنود العراقيون طلقات تحذيرية في الهواء لمنع المفتشين من الاقتراب من المركبات.

صيف 1991
- يرتب رولف إيكيوس الرئيس التنفيذي للجنة الخاصة إعارة طائرة تجسس أمريكية من طراز لوكهيد يو-2 لتلتقط صور مراقبة للعراق.

2 آب أغسطس 1991
- أبلغ العراق فريق التفتيش البيولوجي التابع للجنة الخاصة أن أي بحث في الأسلحة البيولوجية كان «لاغراض عسكرية دفاعية».

15 آب أغسطس 1991
- يقترح مجلس الأمن الدولي القرار 706، وهو قرار «الغذاء مقابل النفط»، يسمح للعراق بتصدير ما يصل إلى 1.6 مليار دولار من النفط، يتم دفع عائداته إلى حساب تديره الأمم المتحدة. وعندئذ لن تستخدم هذه الأموال إلا لشراء الأغذية والأدوية وغيرها من المواد الأساسية للعراقيين على مدى ستة أشهر. وسيستخدم جزء من هذه الأموال أيضا لتغطية مدفوعات التعويض للكويت وتكاليف عمليات الأمم المتحدة.
- يقر مجلس الأمن الدولي القرار رقم 707 الذي يؤكد على ضرورة أن يسمح العراق للجنة الخاصة والوكالة الدولية للطاقة الذرية بالدخول الفوري وغير المشروط إلى أي مناطق يرغبون في تفتيشها. كما أمر العراق بعدم نقل أو إخفاء أي شيء يتعلق ببرامجه النووية أو الكيميائية أو البيولوجية.

أيلول سبتمبر 1991
- تم تعيين ضابط المخابرات البحرية الأمريكية السابق سكوت ريتر كمفتش للجنة الخاصة.

21–30 أيلول سبتمبر 1991
- الفريق المشترك بين لجنة الأمم المتحدة الخاصة والوكالة الدولية للطاقة الذرية بقيادة روبرت غالوتشي وديفيد كاي يكتشف ملفات تكشف عن برنامج العراق للأسلحة النووية المخفي. ويصادر المسؤولون العراقيون الوثائق ويعيدون معظمها بعد ساعات. التفتيش على مقر برنامج الأسلحة النووية العراقي في اليوم التالي يعطي وثائق إضافية يرفض المفتشون التخلي عنها. وردا على ذلك، يرفض العراق السماح لفريق التفتيش بمغادرة الموقع دون تسليم الوثائق. ويترتب على ذلك مواجهة استمرت أربعة أيام، لكن العراق يسمح للفريق بالمغادرة حاملين الوثائق بعد أن هدد بيان صادر عن مجلس الأمن الدولي بتنفيذ اجراءات.

11 تشرين الأول أكتوبر 1991
- مجلس الأمن الدولى يصدر القرار 715 الذي يوافق على الخطط المشتركة للجنة الخاصة والوكالة الدولية للطاقة الذرية للرصد والتحقق المستمرين. ويطالب القرار العراق «بقبول المفتشين وجميع الأفراد الآخرين الذين عينتهم اللجنة الخاصة دون قيد أو شرط».
- يقول العراق إنه يعتبر خطط الرصد والتحقق المعتمدة بموجب القرار 715 غير قانونية، ويعلن أنه غير مستعد للامتثال للقرار.

## 1992
18 شباط فبراير 1992
- يوضح الرئيس التنفيذي للجنة الخاصة رفض العراق الالتزام بقرارات مجلس الأمن الدولي لنزع السلاح.

19 آذار مارس 1992
- يعلن العراق وجود 89 قذيفة تسيارية وأسلحة كيميائية. ويدعي العراق أيضا أنه دمر من جانب واحد معظم هذه المواد في الصيف الماضي انتهاكا للقرار 687.

نيسان أبريل 1992
- يدعو العراق إلى وقف رحلات الاستطلاع الجوي التي تقوم بها اللجنة الخاصة. مجلس الأمن يؤكد مجددا حق اللجنة الخاصة في القيام بمثل هذه الرحلات الجوية.

أيار مايو– حزيران يونيو 1992
- يكشف العراق عن بعض برامجه للأسلحة المحظورة.

تموز يوليو 1992
- اللجنة الخاصة تبدأ بتدمير كميات كبيرة من الأسلحة الكيميائية ومرافق الإنتاج في العراق.

6–29 تموز يوليو 1992
- العراق يرفض وصول فريق تفتيش إلى وزارة الزراعة العراقية. وادعت اللجنة الخاصة أن لديها معلومات موثوقة تفيد بأن الموقع يحتوي على محفوظات تتعلق بأنشطة الأسلحة غير المشروعة. وينفذ مفتشو الأمم المتحدة «اعتصاما» دام 17 يوما خارج المبنى. ويغادر مفتشو الأمم المتحدة في نهاية المطاف عندما تتعرض سلامتهم للتهديد، ويبدو أن مجلس الأمن الدولي غير مستعد لدعم جهودهم لدخول المبنى بتهديد القوة.

26 آب أغسطس 1992
- منطقة حظر الطيران التي تحظر رحلات الطائرات العراقية أقيمت في جنوب العراق جنوب خط العرض 32 درجة شمالا لحماية السكان الشيعة التي تحمل الاسم الرمزي عملية المراقبة الجنوبية.

## 1993
كانون الثاني يناير 1993
- يرفض العراق السماح للجنة الخاصة باستخدام طائراته الخاصة للطيران إلى العراق. ويبدأ العراق أيضا عمليات توغل عسكرية في المنطقة المنزوعة السلاح بين العراق والكويت ويزيد من نشاطه العسكري في منطقتي حظر الطيران الشمالية والجنوبية.

19 كانون الثاني يناير 1993
- يأمر الرئيس الأمريكي جورج بوش الأب في آخر يوم له في منصبه بشن هجوم بصواريخ توماهوك على مجمع الزعفرانية للتصنيع النووي والصناعي في ضواحي بغداد مما يربط المصنع بالقدرة على تصنيع الأسلحة النووية. صاروخ طائش يضرب فندق الرشيد في بغداد.
- يوافق العراق على السماح للجنة الخاصة باستخدام طائراته الخاصة للطيران إلى العراق.

13 نيسان أبريل 1993
- تزعم الحكومة الكويتية أنها تكشف عن مؤامرة اغتيال عراقية ضد الرئيس الأمريكي السابق جورج بوش الأب بعد فترة قصيرة من زيارته الرسمية للكويت. واعترف مواطنان عراقيان، تم ضبطهما بحشيش مهرب وكحوليات داخل الكويت، بقيادتهما سيارة مفخخة إلى الكويت نيابة عن جهاز الاستخبارات العراقي.

18 حزيران يونيو 1993
- يرفض العراق السماح لمفتشي الأسلحة التابعين للجنة الخاصة بتركيب كاميرات مراقبة عن بعد في منصتين لاختبار محركات القذائف.

26 حزيران يونيو 1993
- الرئيس الاميركي بيل كلينتون يحذر العراق على إثر مواجهته مفتشي اللجنة الخاصة.

27 حزيران يونيو 1993
- يأمر الرئيس الأمريكي بيل كلينتون بشن هجوم بصواريخ كروز على مقر الاستخبارات العراقية في حي المنصور في بغداد ردا على محاولة اغتيال قام بها عملاء عراقيون ضد الرئيس الأمريكي السابق جورج بوش في الكويت في منتصف نيسان/أبريل الماضي. وقد أطلقت القذائف الانسيابية من حاملة الطائرات الأمريكية بيترسون (DD-696) وUSS شولورسفيل (CG-62) (أطلقت القذائف في وقت متأخر من مساء 26 يونيو).

5 تموز يوليو 1993
- فرق التفتيش التابعة للامم المتحدة تغادر العراق. ثم يوافق العراق على مطالب اللجنة الخاصة وفرق التفتيش تعود.

26 تشرين الثاني نوفمبر 1993
- العراق يقبل قرار الامم المتحدة رقم 715 وخطط المراقبة والتحقق المستمرين.

## 1994
تموز يونيو 1994
- علم مفتشو الاسلحة الدوليون ريتر وسميدوفيتش من خلال تقارير المخابرات الإسرائيلية ان قصي حسين نجل صدام هو اللاعب الرئيسى في اخفاء اسلحة العراق غير الشرعية.
- اللجنة الخاصة تستكمل تدمير وحدات كبيرة من عوامل الحرب الكيميائية ومعدات الإنتاج.

أيلول سبتمبر–تشرين الأول أكتوبر 1994
- يهدد العراق بالتوقف عن التعاون مع مفتشي اللجنة الخاصة ويبدأ من جديد نشر قوات بالقرب من الحدود الكويتية. وردا على ذلك، تبدأ الولايات المتحدة بنشر قوات في الكويت. أطلق عليها اسم عملية المحارب اليقظ، اللواء الأول في فورت ستيوارت، فرقة المشاة 24 (ميكانيكية) التي تتخذ من جورجيا مقرا لها، نشر واستخراج المعدات الموضوعة مسبقا في الكويت.

8 تشرين الأول أكتوبر 1994
- رئيس مجلس الأمن الدولي يقول إن مطالب العراق غير مقبولة وأنه يجب على البلاد سحب قواتها من الحدود الكويتية.

15 تشرين الأول أكتوبر 1994
- يسحب العراق قواته من حدوده مع الكويت.
- يقر مجلس الأمن الدولي القرار رقم 949 الذي يطالب العراق «بالتعاون الكامل» مع اللجنة الخاصة وسحب القوات التي نشرت مؤخرا في جنوب العراق فورا، وعدم استخدام أي قوات بطريقة عدائية أو تهديدية ضد الدول المجاورة أو موظفي الامم المتحدة العاملين في العراق، وعدم إعادة نشر القوات أو تعزيز قواتها العسكرية في الجزء الجنوبي من البلد. ويسحب العراق قواته ويبدأ العمل مرة أخرى مع مفتشي اللجنة الخاصة.

10 تشرين الثاني نوفمبر 1994
- يعترف المجلس الوطني العراقي بحدود الكويت واستقلالها.

## 1995
مارس 1995
- يقدم العراق مزيدا من المعلومات عن برامجه المحظورة للأسلحة البيولوجية والكيميائية.

14 أبريل 1995
- يقر مجلس الأمن التابع للأمم المتحدة برنامجه المقترح سابقا «النفط مقابل الغذاء». كان هذا القرار 986. وقبل صدام حسين شروط البرنامج.

صيف 1995
- وفقا للجنة الخاصة فإن وحدة مجلس الأمن الدولي بدأت تتوتر حيث بدأت بعض الدول وخاصة فرنسا وروسيا تهتم بشكل متزايد بالفرص المالية لعراق ما بعد العقوبات.

1 يوليو 1995
- ردا على أدلة اللجنة الخاصة، يعترف العراق لأول مرة بوجود برنامج للأسلحة البيولوجية الهجومية، ولكنه ينفي التسلح.

يوليو 1995
- يهدد العراق بإنهاء جميع أشكال التعاون مع اللجنة الخاصة والوكالة الدولية للطاقة الذرية إذا لم ترفع الجزاءات بحلول 31 أغسطس 1995.
- بعد انشقاق صهره حسين كامل المجيد وزير الصناعة والتصنيع العسكري، كشف صدام حسين عن المدى الكامل لبرامجه المتعلقة بالأسلحة البيولوجية والنووية. كما يسحب العراق إعلانه الأخير للأمم المتحدة حول الأسلحة البيولوجية المحظورة ويسلم كمية كبيرة من الوثائق الجديدة حول برامجه الخاصة بأسلحة الدمار الشامل.
- تفيد المخابرات الإسرائيلية ان العراق يحاول شراء جيروسكوبات صواريخ (أجهزة توجيه) من شركة تصدير روسية.

نوفمبر 1995
- العراق يقدم المزيد من المعلومات عن برامجه المحظورة للقذائف.

10 نوفمبر 1995
- بمساعدة من إسرائيل والأردن، اعترض مفتش الامم المتحدة ريتر 240 جيروسكوبا وعدادات تسارع روسية في طريقها إلى العراق من روسيا.

16 ديسمبر 1995
- يقوم غواصو سكوبا العراقيون، تحت إشراف اللجنة الخاصة، بجرف الوحل من نهر دجلة بالقرب من بغداد. يجد الغواصون أكثر من 200 أداة ومكونات صواريخ روسية الصنع.

## 1996
فبراير 1996
- تبدأ اللجنة الخاصة باستخدام أجهزة التنصت في العراق. يتم تسليم المعلومات إلى مراكز التحليل في بريطانيا وإسرائيل والولايات المتحدة.
- يعود عالم الأسلحة العراقي الذي انشق مؤخرا وصهره لصدام حسين، حسين كامل المجيد إلى العراق. وفي غضون أيام من عودته، يُقتل مع شقيقه وأبيه وأخته وأطفالها.

مارس 1996
- ترفض القوات العراقية دخول أفرقة التفتيش التابعة للجنة الخاصة إلى خمسة مواقع مخصصة للتفتيش. ولا تدخل الفرق المواقع إلا بعد تأخير يصل إلى 17 ساعة.

19 مارس 1996
- يصدر مجلس الأمن الدولي بيانا يعرب فيه عن قلقه إزاء سلوك العراق المعرقل الذي وصفه بانه «انتهاك واضح لالتزامات العراق بموجب القرارات ذات الصلة». ويطالب مجلس الأمن العراق أيضا بأن يسمح لأفرقة اللجنة الخاصة بالوصول الفوري وغير المشروط وغير المقيد إلى جميع المواقع المخصصة للتفتيش.

27 مارس 1996
- مجلس الأمن الدولي يصدر القرار رقم 1051 الذي يعترف بضرورة مراقبة الواردات والصادرات العراقية من قبل اللجنة الخاصة والوكالة الدولية للطاقة الذرية. ودعا القرار أيضا البلدان المصدرة لما يسمى «المواد المزدوجة الاستخدام» التي يمكن استخدامها في منظومات الأسلحة إلى إخطار اللجنة الخاصة. ويطالب القرار أيضا بأن يفي العراق دون قيد أو شرط بجميع التزاماته بموجب آلية التفتيش وأن يتعاون تعاونا كاملا مع اللجنة الخاصة والمدير العام للوكالة الدولية للطاقة الذرية.

مايو–يونيو 1996
- تشرف اللجنة الخاصة على تدمير منشأة الحكم، المنشأة الرئيسية لإنتاج عوامل الحرب البيولوجية في العراق.

يونيو 1996
- العراق يرفض مرة أخرى وصول أفرقة التفتيش التابعة للجنة الخاصة إلى عدد من المواقع قيد التحقيق.
- فشلت الولايات المتحدة في محاولة لبناء الدعم للعمل العسكري في مجلس الأمن الدولي.
- يقدم العراق مزيدا من المعلومات عن برامجه المحظورة المتعلقة بالأسلحة البيولوجية والقذائف.

12 يونيو 1996
- مجلس الأمن الدولي يمرر القرار رقم 1060 الذي يصف تصرفات العراق انتهاكا واضحا لقرارات المجلس السابقة. ويطالب القرار أيضا العراق بأن يتيح «الوصول الفوري وغير المقيد» إلى جميع المواقع المحددة للتفتيش من جانب اللجنة الخاصة.

13 يونيو 1996
- يرفض العراق مرة أخرى وصول فرق التفتيش التابعة للامم المتحدة إلى المواقع قيد التحقيق.

19–22 يونيو 1996
- رولف إيكيوس يتفاوض مع العراق لتتمكن اللجنة الخاصة من تفتيش المواقع «الحساسة». ووفقا للجنة الخاصة، تم الاتفاق على شروط العراق. ولا يسمح سوى لأربعة مفتشين دوليين بدخول كل موقع من هذه المواقع في وقت واحد.

يوليو 1996
- يحاول مفتش الامم المتحدة ريتر إجراء عمليات تفتيش مفاجئة على منشأة الحرس الجمهوري في المطار، إلا أن المسؤولين العراقيين يعوقونه. وبحلول الوقت الذي يسمح فيه لمفتشي اللجنة الخاصة بدخول المرفق بعد بضعة أيام، لم يجدوا شيئا.

صيف 1996
- أعضاء مجلس الأمن الدولي يعبرون عن عدم ارتياحهما لبعض تكتيكات المواجهة التي تتبعها اللجنة الخاصة.

31 أغسطس 1996
- القوات العراقية تشن هجوما على منطقة حظر الطيران الشمالية وسيطرت على أربيل خلال الحرب الأهلية الكردية العراقية.

3 سبتمبر 1996
- شنت الولايات المتحدة عملية ضربة الصحراء بسلسلة من الهجمات الصاروخية على اهداف عراقية في الكوت والإسكندرية والناصرية وتليل ردا على تحرك القوات العراقية إلى الجزء الشمالي من العراق. وردا على تحرك القوات العراقية إلى الشمال، تقوم الولايات المتحدة بتوسيع منطقة حظر الطيران الجنوبية إلى خط العرض 33 درجة شمالا.

نوفمبر 1996
- يكشف مفتشو اللجنة الخاصة عن قطع صواريخ غير قانونية مدفونة. ويرفض العراق السماح لأفرقة اللجنة الخاصة بإزالة بقايا محركات الصواريخ لتحليلها خارج البلد.

30 ديسمبر 1996
- يذكر مجلس الأمن الدولي انه يشجب تعنت العراق على قطع الصواريخ المدفونة.

## 1997
1 يناير 1997
- بعد يوم من انتهاء عملية توفير الراحة، أطلقت الولايات المتحدة والمملكة المتحدة وتركيا عملية المراقبة الشمالية لمواصلة حماية الأكراد فوق خط العرض 36 في الشمال من الهجمات الجوية التي تشنها القوات العراقية.

فبراير 1997
- العراق يسمح للجنة الخاصة بإزالة أجزاء القذائف التي عثر عليها في 26 سبتمبر.
- القت وزيرة الخارجية الاميركية مادلين أولبرايت خطابا في جامعة جورج تاون تقول فيه ان العقوبات المفروضة على العراق ربما لن تنتهي حتى يتم استبدال صدام حسين. وينتقد البعض أولبرايت بأنها تقوض قدرة اللجنة الخاصة على كسب التعاون العراقي.

يونيو 1997
- يحاول المرافقون العسكريون العراقيون على متن طائرة هليكوبتر تابعة للجنة الخاصة منع طيار اللجنة الخاصة ماديا من التحليق بالطائرة في اتجاه الوجهة المقررة لها، مما يهدد سلامة الطائرة وأطقمها.

18 يونيو 1997
- يعرب مجلس الأمن الدولي عن قلقه ازاء التهديدات العراقية ضد طائرات الهليكوبتر واطقمها.

21 يونيو 1997
- يرفض العراق مرة أخرى وصول فرق التفتيش التابعة للامم المتحدة إلى المواقع قيد التحقيق.
- يقر مجلس الأمن الدولي القرار رقم 1115 الذي يدين أعمال العراق ويطالب بأن يسمح البلد لفريق اللجنة الخاصة بالوصول الفوري وغير المشروط وغير المقيد إلى أي مواقع للتفتيش والمسؤولين لإجراء مقابلات معهم.

يوليو 1997
- الدبلوماسي الأسترالي ريتشارد باتلر يخلف رولف إيكيوس رئيسا تنفيذيا للجنة الخاصة.

سبتمبر 1997
- يقدم العراق مزيدا من المعلومات عن برامجه المحظورة للأسلحة البيولوجية.

13 سبتمبر 1997
- يهاجم ضابط عسكري عراقي مفتش أسلحة تابع للجنة الخاصة على متن طائرة هليكوبتر تابعة للجنة الخاصة بينما كان المفتش يحاول التقاط صور لحركة غير مأذون بها لمركبات عراقية داخل موقع مخصص للتفتيش.

17 سبتمبر 1997
- في انتظار الوصول إلى موقع ما، شاهد مفتشو اللجنة الخاصة ويصورون حراس عراقيين ينقلون الملفات ويحرقون الوثائق ويلقون علب النفايات في نهر قريب.

25 سبتمبر 1997
- اللجنة الخاصة تفتش “مختبرا غذائيا” عراقيا. واحدة من المفتشين، الدكتورة ديان سيمان، يدخل المبنى من الباب الخلفي ويمسك العديد من الرجال يركضون مع حقائب. وكانت الحقائب تحتوي على سجلات لإنشاء بكتيريا ومواد كيميائية غير مشروعة. وتأتى الرسالة من مكتب الرئيس ومن مكتب الأمن الخاص.
- تحاول اللجنة الخاصة تفتيش مقر مكتب الأمن الخاص ولكنها منعت.

23 أكتوبر 1997
- مجلس الأمن الدولي يصدر القرار رقم 1134 الذي يطالب العراق مجددا بالتعاون مع مفتشى اللجنة الخاصة.

أكتوبر 1997
- تدمر اللجنة الخاصة كميات كبيرة من الأسلحة الكيميائية غير المشروعة والمعدات ذات الصلة. واعترف العراق بأن بعض هذه المعدات قد استخدمت لإنتاج غاز VX في مايو 1997.

29 أكتوبر 1997
- يطالب العراق المواطنين الأمريكيين العاملين في فرق التفتيش التابعة للجنة الخاصة بمغادرة البلاد فورا. ويقول العراق أيضا انه سيسقط طائرات استطلاع يو 2.

2 نوفمبر 1997
- العراق يمنع ثلاثة من خبراء الاسلحة الامريكيين من دخول البلاد.

12 نوفمبر 1997
- مجلس الأمن الدولى يصدر القرار رقم 1137 الذي يدين انتهاكات العراق المستمرة للقرارات السابقة وطالب العراق مرة أخرى بالالتزام بفرق التفتيش التابعة للجنة الخاصة.

13 نوفمبر 1997
- تسحب اللجنة الخاصة جميع مفتشي الأسلحة بسبب الأمر بطرد جميع خبراء الأسلحة الأمريكيين.

18 نوفمبر 1997
- الرئيس الروسي بوريس يلتسين يلتقي مسؤولين عراقيين. يتم تجنب الحرب.

20 نوفمبر 1997
- يوافق صدام حسين على السماح لمفتشى الاسلحة الدوليين بالعودة إلى العراق.

24 نوفمبر 1997
- تعلن اللجنة الخاصة أنها ترغب في تفتيش القصور الرئاسية العراقية، ولكن العراق يرفض ذلك.

12–16 ديسمبر 1997
- يلتقي ريتشارد باتلر طارق عزيز في العراق لبحث رفض العراق السماح بتفتيش المواقع «الحساسة». ولم يتم التوصل إلى اتفاق.

22 ديسمبر 1997
- مجلس الأمن الدولى يصدر بيانا يدعو العراق إلى التعاون الكامل مع اللجنة ويقول ان فشل العراق في توفير وصول فورى وغير مشروط وغير مقيد إلى اى موقع يعد انتهاكا غير مقبول وواضحا لقرارات مجلس الأمن.

## 1998
يناير 1998
- العراق يريد إخراج فريق سكوت ريتر ويدعي أن ريتر جاسوس.

15 يناير 1998
- السفير الأمريكي لدى الأمم المتحدة، بيل ريتشاردسون يطلب من ريتر العودة إلى البحرين.

فبراير 1998
- قال الرئيس الاميركي بيل كلينتون "ان نظام حسين يهدد سلامة شعبه واستقرار منطقته وامننا جميعا". يوماً ما، بطريقة ما، أضمن لك أنه سيستخدم الترسانة ولا شك في اننا مستعدون للعمل". كما وافق الديمقراطيون في مجلس الشيوخ على القرار 71 الذي دعا الرئيس كلينتون إلى "اتخاذ كافة الاجراءات الضرورية والملائمة للرد على التهديد الذي يشكله رفض العراق وضع حد لبرامج اسلحة الدمار الشامل".

18 فبراير 1998
- تقوم أولبرايت ووزير الدفاع الأمريكي وليام كوهين ومستشار الأمن القومي الأمريكي ساندي بيرغر بزيارة جامعة ولاية أوهايو لحضور اجتماع «مفتوح» تلفزيوني دولي حول الحرب المحتملة ضد العراق. أعضاء الجمهور الغاضبين والمحتجين يعرقلون الاجتماع.

20 فبراير 1998
- يتفاوض صدام حسين على اتفاق مع الأمين العام للأمم المتحدة كوفي أنان يسمح لمفتشي الأسلحة بالعودة إلى بغداد ومنع قيام الولايات المتحدة وبريطانيا بعمل عسكري.

23 فبراير 1998
- يوقع العراق «مذكرة تفاهم» مع الأمم المتحدة تنص على أن العراق سيقبل جميع قرارات مجلس الأمن ذات الصلة وسيتعاون بشكل كامل مع اللجنة الخاصة والوكالة الدولية للطاقة الذرية وسيمنح اللجنة الخاصة والوكالة الدولية للطاقة الذرية إمكانية الوصول الفوري وغير المشروط وغير المقيد لعمليات التفتيش التي تقوم بها.

2 مارس 1998
- طلبت وزيرة الخارجية الأمريكية مادلين أولبرايت من ريتشارد باتلر منع سكوت ريتر من رئاسة أي فريق تفتيش يقوم بتفتيش المواقع العراقية «الحساسة». وبعد أن أظهر القادة الآخرون لأفرقة التفتيش التابعة للجنة الخاصة تأييدهم لريتر في مذكرة موجهة إلى الرئيس التنفيذي، يعود ريتر إلى العراق. ويؤيد مجلس الأمن «مذكرة التفاهم» الواردة في القرار 1154.

20–23 مارس 1998
- قال ريتشارد باتلر ان الاتفاق الذي توصل إليه الأمين العام للامم المتحدة كوفي أنان مع العراقيين زاد من التعاون العراقي مع المفتشين.

أبريل 1998
- سكوت ريتر يشكو لريتشارد بتلر من أن الولايات المتحدة وإسرائيل والمملكة المتحدة توقفت عن تقديم تقارير استخباراتية له. لا يوافق المسؤولون الأمريكيون على ذلك، قائلين إن ريتر هو الوحيد الذي تم قطعه من المعلومات.

4 أبريل 1998
- تنجز اللجنة الخاصة عمليات التفتيش الأولية لثمانية مواقع للقصر الرئاسي العراقي.

8 أبريل 1998
- تفيد اللجنة الخاصة لمجلس الأمن الدولي بأن إعلان العراق بشأن برنامجه للأسلحة البيولوجية غير كامل وغير كاف.

15 مايو 1998
- يتوجه وفد عراقي إلى بوخارست للقاء العلماء القادرين على توفير نظم توجيه الصواريخ. وتعلم اللجنة الخاصة بهذا الحدث، ولكنها لا تستطيع أبدا إيصال هذه المعلومات إلى مجلس الأمن التابع للأمم المتحدة.

ربيع 1998
- يكتشف فريق تفتيش تابع للجنة الخاصة مقلب مليء بالقذائف العراقية المدمرة. ويثبت تحليل أجزاء القذائف أن العراق صنع سلاحا يحتوي على VX.

يوليو 1998
- تكشف اللجنة الخاصة في مقر قيادة القوات الجوية العراقية وثائق تبين ان العراق قد بالغت بما لا يقل عن ستة الاف قنبلة كيميائية ابلغت الامم المتحدة بانه استخدمها خلال الحرب الإيرانية العراقية. ولا تزال هذه القنابل مجهولة المصير.

3 أغسطس 1998
- يلتقي باتلر طارق عزيز الذي يطالب بوقف عمليات التفتيش على الاسلحة فورا، وعلى وجوب تصديق العراق على أنه خال من أسلحة الدمار الشامل. يقول باتلر أنه لا يستطيع فعل ذلك.

5 أغسطس 1998
- يعلق العراق كل التعاون مع أفرقة اللجنة الخاصة.

26 أغسطس 1998
- استقال سكوت ريتر من اللجنة الخاصة وانتقد بشدة إدارة كلينتون ومجلس الأمن الدولي لعدم امتلاكها القوة الكافية في الإصرار على تدمير اسلحة الدمار الشامل العراقية. كما اتهم ريتر الامين العام للامم المتحدة كوفي انان بالمساعدة في الجهود العراقية الرامية إلى عرقلة عمل اللجنة الخاصة. وقال ريتر ان «العراق لا ينزع سلاحه»، مضيفا ان «العراق يحتفظ بالقدرة على شن ضربة كيماوية».

9 سبتمبر 1998
- مجلس الأمن الدولى يصدر القرار رقم 1194 الذي يدين مرة أخرى عدم تعاون العراق مع المفتشين.

29 سبتمبر 1998
- يجيز الكونغرس الاميركي «قانون تحرير العراق» الذي ينص على ان الولايات المتحدة تريد اطاحة صدام حسين من منصبه واستبدال الحكومة بمؤسسة ديموقراطية.

31 أكتوبر 1998
- ينهي العراق جميع أشكال التعاون مع أفرقة اللجنة الخاصة ويطرد المفتشين من البلاد.
- وقع الرئيس الأمريكي كلينتون HR 4655، قانون تحرير العراق لعام 1998، ليصبح قانونا.

5 نوفمبر 1998
- مجلس الأمن الدولي يصدر القرار رقم 1205 الذي يطالب العراق بإلغاء قراره بوقف التعاون مع اللجنة الخاصة وتقييد أنشطة الوكالة الدولية للطاقة الذرية.

13–14 نوفمبر 1998
- الرئيس الأمريكي كلينتون يأمر بغارات جوية على العراق استعدادا لعملية الرعد الصحراوى. ثم ألغتها كلينتون في اللحظة الأخيرة عندما وعد العراق مرة أخرى بالتعاون دون قيد أو شرط مع اللجنة الخاصة.

18 نوفمبر 1998
- يعود مفتشو اللجنة الخاصة إلى العراق.

23–26 نوفمبر 1998
- وفقا للجنة الخاصة، ينهي العراق تعاونه مع مفتشي اللجنة الخاصة، ويقوم بالتناوب بتخويف وحجب المعلومات عنهم.

30 نوفمبر 1998
- باتلر يجتمع مع مستشار الأمن القومي الأمريكي ساندي بيرغر لتنسيق الجداول الزمنية لضربة عسكرية محتملة ضد العراق.

11 ديسمبر 1998
- العراق يعلن ان عمليات التفتيش عن الاسلحة لن تتم يوم الجمعة، يوم راحة المسلمين. ويرفض العراق أيضا تقديم بيانات تجريبية من إنتاج القذائف والمحركات.

13 ديسمبر 1998
- الرئيس الاميركي كلينتون يوافق سرا على شن هجوم على العراق.

15 ديسمبر 1998
- ريتشارد بتلر أبلغ مجلس الأمن التابع للأمم المتحدة بأن العراق ما زال يعيق عمليات التفتيش.

16–19 ديسمبر 1998
- تسحب اللجنة الخاصة جميع مفتشي الأسلحة من العراق.
- ادى فشل صدام حسين في توفير وصول مفتشي الاسلحة التابعين للامم المتحدة بدون قيود إلى ضرب واشنطن ولندن 100 هدف عراقي خلال أربعة أيام من القصف في اطار عملية ثعلب الصحراء. وحثت الحكومة الأمريكية الرئيس التنفيذي للجنة الخاصة ريتشارد باتلر على الانسحاب «وقبل ساعات قليلة من بدء الهجوم تم اجلاء 125 من افراد الامم المتحدة على عجل من بغداد إلى البحرين بمن فيهم مفتشون من اللجنة الخاصة للامم المتحدة حول العراق والوكالة الدولية للطاقة الذرية».

19 ديسمبر 1998
- أعلن نائب الرئيس العراقي طه ياسين رمضان ان العراق لن يتعاون بعد الآن ويعلن ان «مهمة اللجنة الخاصة انتهت».

21 ديسمبر 1998
- يدعو ثلاثة من الدول الخمس الدائمة العضوية في مجلس الأمن الدولي (روسيا وفرنسا والصين) إلى رفع الحظر النفطي المفروض على العراق منذ ثماني سنوات واعادة صياغة أو حل اللجنة الخاصة وفصل باتلر. وتقول الولايات المتحدة انها سوف تستخدم حق النقض ضد أي اجراءات من هذا القبيل.

## 1999
4 يناير 1999
- يطلب العراق أن تستبدل الأمم المتحدة موظفيها الأمريكيين والبريطانيين في العراق.

17 ديسمبر 1999
- أنشئت لجنة الأمم المتحدة للرصد والتحقق والتفتيش (أنموفيك) لتحل محل اللجنة الخاصة. وفي القرار 1284، أمر العراق مرة أخرى بالسماح لأفرقة التفتيش بالوصول الفوري وغير المشروط إلى أي مواقع ومرافق للأسلحة. والعراق يرفض القرار.

## 2000
2000
- يقال إن صدام حسين يستخدم الأموال الإنسانية لبناء قصور رئاسية ومساعي شخصية أخرى.

1 مارس 2000
- يتولى هانز بليكس منصب الرئيس التنفيذي للجنة الأمم المتحدة للرصد والتحقق والتفتيش.

نوفمبر 2000
- يرفض العراق مقترحات جديدة لتفتيش الاسلحة من قبل الامم المتحدة.

## 2001
فبراير 2001
- تقوم الطائرات الحربية البريطانية والأمريكية بغارات في محاولة لتعطيل شبكة الدفاع الجوى العراقية.

1 يوليو 2001
- تشير رسالة مكتوبة بخط اليد بهذا التاريخ إلى وجود صلة بين القاعدة وحكومة صدام حسين في العراق. وتوضح الرسالة، التي يزعم أنها موجهة من رئيس المخابرات العراقية إلى صدام، التدريب على المهمة الذي يفترض أن محمد عطا، أحد منظمي هجمات 11 سبتمبر، تلقاه في العراق. وتدعي أيضا أن حسين قبل شحنة من النيجر، يفترض أنها يورانيوم.

11 سبتمبر 2001
- في هجمات إرهابية متعددة على الولايات المتحدة، قام مختطفو القاعدة بتحطيم الرحلة 11 لشركة أمريكان ايرلاينز وطائرة يونايتد ايرلاينز الرحلة 175 في البرجين التوأمين لمركز التجارة العالمي في مدينة نيويورك، وحطموا رحلة الخطوط الجوية الأمريكية 77 في البنتاغون في واشنطن العاصمة. طائرة الخطوط الجوية المتحدة رقم 93، تتجه أيضا إلى واشنطن العاصمة لمهاجمة البيت الأبيض أو كابيتول الولايات المتحدة، تحطمت في حقل بالقرب من شانكسفيل بولاية بنسلفانيا، بعد أن حاول الركاب وأفراد طاقم الطائرة السيطرة مرة أخرى. ولقي ما مجموعه 2,996 شخصا، معظمهم من المدنيين، مصرعهم في الهجمات وأصيب أكثر من 6,000 آخرون.

## 2002

### فبراير
- أرسلت وكالة المخابرات المركزية السفير السابق جوزيف ويلسون للتحقيق في ادعاءات الكعكة الصفراء مع مسؤولين من النيجر. التقى ويلسون مع السفير الأمريكي الحالي في النيجر، باربرو أوينز كيركباتريك في السفارة ثم أجرى مقابلات مع العشرات من المسؤولين الذين كانوا في حكومة النيجر في وقت الاتفاق المفترض. وخلص في نهاية المطاف إلى أنه «من المشكوك فيه إلى حد كبير أن أي معاملة من هذا القبيل قد تمت على الإطلاق». وعلم ويلسون أن العراقيين طلبوا فعلا عقد اجتماع لمناقشة «توسيع العلاقات التجارية» لكن رئيس وزراء النيجر ماياكي رفض بسبب القلق من العقوبات الدولية المفروضة على العراق. وبعد أن تضمن خطاب الرئيس بوش عن حالة الاتحاد في عام 2003 هذه الكلمات الـ 16: «علمت الحكومة البريطانية أن صدام حسين سعى مؤخرا إلى الحصول على كميات كبيرة من اليورانيوم من أفريقيا»، كتب السفير ويلسون مقالة افتتاحية ناقدة في صحيفة نيويورك تايمز شرح فيها طبيعة الوثائق ومعرفة الحكومة السابقة بعدم موثوقيتها لاستخدامها في حالة الحرب. ووصف ويلسون الأساس الذي استندت إليه بعثته في النيجر على النحو التالي: «طرح مكتب نائب الرئيس سؤالا جادا [عن حقيقة الادعاءات بأن العراق يسعى لشراء كعكة اليورانيوم الصفراء من النيجر]. وطُلب منّي المساعدة في صياغة الإجابة». بعد وقت قصير من مقال ويلسون، تم الكشف عن هوية زوجة ويلسون، المحللة السرية في وكالة المخابرات المركزية فاليري بليم، في عمود من قبل روبرت نوفاك بعد محادثة مع ريتشارد أرميتاج، مما أدى إلى تحقيق حول ما إذا كان الكشف عن ذلك هو الانتقام من ويلسون الذي أعلن شكوكه حول ادعاءات الكعكة الصفراء. أنها جريمة الكشف عن هوية عميل وكالة المخابرات المركزية، ولكن لم يتم إدانة أحد نتيجة لعمود نوفاك، على الرغم من أن آي. لويس 'سكوتر' ليبي، رئيس موظفي ديك تشيني، أدين بشهادة الزور في التحقيق في تسرب بليم.

### مارس
18 مارس 2002
- قال جاك أبراموف لصديق يعرف باسم أوكتاجون1 أن كارل روف قال إنه ستكون هناك «حرب قادمة على العراق».

### مايو
14 مايو 2002
- يقر مجلس الأمن الدولي القرار رقم 1409 الذي يؤكد مجددا التزام الدول الأعضاء في الأمم المتحدة بالحفاظ على وحدة أراضي العراق ويوافق على نظام عقوبات مبسط. كما ترفع القيود المفروضة على تصدير السلع والبضائع المدنية إلى العراق.

### يوليو
5 يوليو 2002
- يرفض العراق مرة أخرى المقترحات الجديدة لتفتيش الأسلحة من قبل الامم المتحدة.

23 يوليو 2002
- مذكرة من الحكومة البريطانية تعطي لمحة عامة عن اجتماع سري لشخصيات حكومة العمل والدفاع والاستخبارات في المملكة المتحدة، الذين يناقشون تصاعد الحرب في العراق. ونقل عن رئيس المخابرات البريطانية الذي عاد مؤخرا من زيارة واشنطن قوله «أن بوش يريد إطاحة صدام من خلال عمل عسكري يبرره اقتران الإرهاب وأسلحة الدمار الشامل. ولكن الاستخبارات والحقائق يجري ترتيبها حول السياسة».

### أغسطس
أغسطس 2002
- وفقا للاستخبارات الأمريكية، باعت الصين سرا إلى العراق، بمساعدة من فرنسا وسوريا، البوليبوتادين الكيميائي المحظور الخالي من الهيدروكسيل، أو HTPB، الذي يستخدم في صنع الوقود الصلب للصواريخ البعيدة المدى. وتنفي فرنسا أن عملية البيع تمت. تعقب استخبارات الولايات المتحدة عملية البيع يوصلها إلى شركة تشيلو للكيماويات الصينية في مقاطعة شاندونغ. وشملت عملية البيع الكيميائي شركة فرنسية تعرف باسم CIS Paris، ساعدت في التوسط في بيع 20 طنا من HTPB، التي شحنت بعد ذلك من الصين إلى ميناء طرطوس السوري. ثم شحنت المواد الكيميائية بشاحنة من سوريا إلى مصنع عراقي لتصنيع الصواريخ.

2 أغسطس 2002
- في رسالة موجهة إلى الأمين العام للأمم المتحدة يدعو العراق هانز بليكس إلى العراق لإجراء مناقشات حول قضايا نزع السلاح المتبقية.

17 أغسطس 2002
- رسالة من مسؤول في المخابرات العراقية تطلب على وجه السرعة من العملاء في العراق البحث عن أبو مصعب الزرقاوي ورجل آخر لم يذكر اسمه. وقال ردان: «لم نجد أي معلومات تؤكد وجود ما سبق ذكره في منطقة عملياتنا. برجاء المراجعة، نقترح تعميم محتويات هذه الرسالة».

19 أغسطس 2002
- يرفض الأمين العام للأمم المتحدة اقتراح العراق في 2 أغسطس باعتباره «برنامج عمل خاطئ»، ولكنه يوصي بأن يسمح العراق بعودة مفتشي الأسلحة وفقا لقرار مجلس الأمن الدولي رقم 1284 الذي تم تمريره في عام 1999.

### سبتمبر
12 سبتمبر 2002
- بوش في كلمته أمام الجمعية العامة للامم المتحدة يتحدى الأمم المتحدة لمواجهة «خطرا عظيما آخذاً في التجمع» للعراق أو الوقوف جانبا بينما تتصرف الولايات المتحدة والدول ذات التفكير المماثل. يبدأ مجلس الأمن الدولي مناقشة صياغة قرار جديد لتشجيع العراق على الامتثال لقرارات الأمم المتحدة الستة عشر السابقة.

22 سبتمبر 2002
- الحكومة البريطانية تعرض ملفا على البرلمان يقدم تقييمه الاستخباراتي لقدرة العراق على أسلحة الدمار الشامل. وتزعم الوثيقة أن العراق يمتلك أسلحة كيميائية وأسلحة بيولوجية وأعاد بدء برنامجه للأسلحة النووية. وتؤكد الوثيقة أيضا أن العراق سعى إلى الحصول على «كميات كبيرة من اليورانيوم من أفريقيا»، وأن بعض أسلحة الدمار الشامل ستكون جاهزة في غضون 45 دقيقة من إصدار طلب باستخدامها. وتسربت الإدعاءات في وقت لاحق في مايو 2003 بأن الملف «ضُخم» تحت ضغط من داوننج ستريت لذا فإنه سيؤدي إلى صخب في وسائل الإعلام، وانتحار مفتش الأسلحة ديفيد كيلي على ما يبدو.

26 سبتمبر 2002
- يتهم وزير الدفاع دونالد رامسفيلد العراق بإيواء إرهابيين من القاعدة ومساندتهم في سعيهم للحصول على أسلحة دمار شامل.
- تقول إدارة بوش أن محاولات العراق للحصول على الآلاف من أنابيب الألومنيوم عالية القوة تشير إلى برنامج سري لصنع اليورانيوم المخصب للقنابل النووية. وفي الواقع، أشار كولن باول، في خطابه أمام مجلس الأمن التابع للأمم المتحدة قبيل الحرب، إلى أنابيب الألومنيوم. إلّا أن تقريرا أصدره معهد العلوم والأمن الدولي في عام 2002 ذكر أنه من غير المحتمل جدا أن تستخدم الأنابيب لتخصيب اليورانيوم. واعترف باول في وقت لاحق بأنه قدّم قضية غير دقيقة إلى الأمم المتحدة حول الأسلحة العراقية وأن المعلومات الاستخباراتية المقدمة كانت في بعض الحالات «مضللة عمدا».[2][3][4]

### أكتوبر
3 أكتوبر 2002
- بعث القادة المسيحيون الإنجيليون الأمريكيون بقيادة ريتشارد لاند من مؤتمر المعمدانيين الجنوبيين برسالة إلى الرئيس بوش توضح فيها المبررات اللاهوتية للهجوم الوقائي على العراق.[5]

10 أكتوبر 2002
- يمرر كونغرس الولايات المتحدة القرار المشترك لمنح الإذن باستخدام القوات المسلحة الأمريكية ضد العراق.
- تعلن كندا أنها لن تكون جزءا من أي تحالف عسكري غير مصرح به من قبل الأمم المتحدة لغزو العراق.
- وقبل أيام قليلة من تصويت مجلس الشيوخ الأمريكي على قرار تفويض استخدام القوة العسكرية ضد العراق، أبلغ حوالي 75 عضوا في مجلس الشيوخ في جلسة مغلقة أن صدام حسين لديه وسائل نقل أسلحة الدمار الشامل البيولوجية والكيماوية بواسطة طائرات بدون طيار يمكن إطلاقها من السفن قبالة ساحل الأطلسي لمهاجمة مدن الساحل الشرقي للولايات المتحدة. اقترح كولين باول في عرضه أمام الأمم المتحدة أن الطائرات بدون طيار تم نقلها إلى خارج العراق ويمكن أن تطلق ضد الولايات المتحدة. في الواقع أن العراق ليس لديه أسطول من الطائرات بدون طيار ولا أي قدرة على وضع الطائرات بدون طيار على متن السفن.[6] يتكوّن أسطول الطائرات بدون طيار العراقي من أقل من حفنة من طائرات التدريب التشيكية التي عفا عليها الزمن.[7] وفي ذلك الوقت، كان هناك خلاف قوي داخل دوائر الاستخبارات حول ما إذا كانت المخابرات المركزية قد توصلت إلى استنتاجات بشأن الطائرات العراقية بدون طيار. نفت وكالة القوات الجوية الأمريكية الأكثر إطلاعا على الطائرات بدون طيار بشكل صريح أن يكون العراق يمتلك أي قدرة هجومية.[8]

### نوفمبر
8 نوفمبر 2002
- يصوّت مجلس الأمن بالإجماع على القرار رقم 1441 وهو القرار السابع عشر لنزع أسلحة العراق الذي وافق عليه المجلس ويدعو إلى نزع سلاح فوري وكامل للعراق. كما يطالب القرار العراق بإعلان جميع أسلحة الدمار الشامل لمجلس الأمن، وتقديم المعلومات عن مخزوناته المعروفة من مواد الأسلحة الكيماوية.

13 نوفمبر 2002
- يقبل العراق قرار مجلس الأمن الدولي رقم 1441 ويبلغ الأمم المتحدة بأنه سيلتزم بهذا القرار.
- يصل مفتشو الأسلحة إلى بغداد مرة أخرى بعد غياب دام أربع سنوات.

### ديسمبر
7 ديسمبر 2002
- العراق يقدم إعلانا عن الأسلحة يضم 12 ألف صفحة إلى الأمم المتحدة من أجل تلبية متطلبات القرار 1441. ويشعر مفتشو الاسلحة الدوليون ومجلس الأمن الدولي والولايات المتحدة بأن هذا الإعلان لا يحصر جميع العوامل الكيماوية والبيولوجية العراقية.
- تركيا تنقل ما يقرب من 15 ألف جندي إلى الحدود مع العراق.

19 ديسمبر 2002
- يخبر رئيس لجنة الأمم المتحدة للرصد والتحقق والتفتيش هانز بليكس أعضاء مجلس الأمن بأن إعلان الأسلحة العراقية الذي قدم في 7 ديسمبر «هو أساسا نسخة أعيد تنظيمها» من المعلومات التي قدمها العراق للجنة الخاصة في عام 1997، وأنه «لا يكفي لخلق الثقة» بأن العراق تخلّى عن جهوده في مجال أسلحة الدمار الشامل .

## 2003

### يناير
يناير 2003
- تدعو تركيا ما لا يقل عن خمس دول أخرى في المنطقة لحضور «'اجتماع آخر فرصة' لتجنب الحرب بقيادة الولايات المتحدة ضد العراق».
- ذكرت المخابرات الأمريكية أن فرنسا باعت سرا قطع غيار محظورة للعراق لطائراته المقاتلة والمروحيات العسكرية.

18 يناير 2003
- تحدث احتجاجات عالمية ضد الحرب على العراق في مدن حول العالم، بما في ذلك طوكيو وموسكو وباريس ولندن ومونتريال وأوتاوا وتورونتو وكولونيا وبون وغوتنبرغ وإسطنبول والقاهرة. وعقدت جماعات ليس باسمنا وتصرف الآن لوقف الحرب وإنهاء العنصرية احتجاجات في واشنطن العاصمة وسان فرانسيسكو، كاليفورنيا.

يناير 2003
- أظهر بيان نشر في مختلف الصحف ووقّعه قادة بريطانيا وإسبانيا وإيطاليا والبرتغال والمجر وبولندا والدنمارك وجمهورية التشيك تأييدهم للولايات المتحدة قائلا أنه لا يجوز السماح لصدام بانتهاك قرارات الأمم المتحدة. وأضاف البيان أن صدام يعد «تهديدا واضحا للأمن العالمي» ويحث أوروبا على الاتحاد مع الولايات المتحدة لضمان نزع سلاح الحكومة العراقية.

25 يناير 2003
- مجموعة دولية من المتطوعين تغادر لندن متوجهة إلى بغداد لتكون دروع بشرية. وسيغادر معظمهم في مارس خوفا من أن يصبحوا في الواقع دروع بشرية.

27 يناير 2003
- أبلغ رؤساء جهود التفتيش مجلس الأمن التابع للأمم المتحدة أنه على الرغم من أن العراق قد أتاح بعض سبل الوصول إلى المرافق، لا تزال هناك مخاوف بشأن المواد غير المعلنة؛ وعدم القدرة على إجراء مقابلات مع العلماء العراقيين؛ وعدم القدرة على نشر المراقبة الجوية أثناء عمليات التفتيش؛ ومضايقة مفتشي الأسلحة.

31 يناير 2003
- توني بلير يلتقي جورج بوش في البيت الأبيض. وفي مذكرة كتبها كبير مستشاري الخارجية لبلير تمت إعادة صياغة مقولة بوش «ان موعد بدء الحملة العسكرية قد حدد في العاشر من مارس. وكان هذا هو الوقت الذي سيبدأ فيه القصف».

### فبراير
5 فبراير 2003
- في الأمم المتحدة وزير الخارجية الأمريكي كولن باول يعرض قضية الحكومة الأمريكية ضد حكومة صدام حسين العراقية كجزء من الجانب الدبلوماسي لخطة الولايات المتحدة لغزو العراق. ويشمل العرض تسجيلات أشرطة وصور ساتلية وبيانات استخباراتية أخرى، ويهدف إلى إثبات إنتاج أسلحة الدمار الشامل والتهرب من عمليات التفتيش على الأسلحة والارتباط بتنظيم القاعدة.

7 فبراير 2003
- يقول كبير مفتشي الأسلحة الدوليين هانز بليكس أن العراق يبدو أنه يبذل جهودا جديدة للتعاون مع فرق الأمم المتحدة التي تبحث عن أسلحة الدمار الشامل بينما تقول واشنطن أن «قوة الدفع تتصاعد» للحرب ضد العراق.

8 فبراير 2003
- يتم انتقاد أقسام «ملف» جديد أصدرته حكومة المملكة المتحدة، والذي يزعم تقديم أحدث المعلومات الاستخباراتية البريطانية حول العراق، والذي استشهد به توني بلير وكولن باول كدليل على الحاجة إلى الحرب، باعتبارها سرقة أدبية. من الواضح أنها تم نسخها دون إذن من عدد من المصادر بما في ذلك مجلة جين إنتليجنس ريفيو وأطروحة دكتوراه عمرها 12 سنة نشرت في مجلة استعراض الشرق الأوسط للشؤون الدولية الأمريكية. تظهر بعض الجمل نسخة كلمة مقابل كلمة مع حتى الأخطاء الإملائية التي يتم استنساخها من المقالات الأصلية. ويرد داونينج ستريت بالقول إن الحكومة لم تدعي أبدا التأليف الحصري وأن المعلومات كانت دقيقة.

10 فبراير 2003
- فرنسا وبلجيكا تخالفان إجراء الناتو للموافقة الصامتة بشأن توقيت إجراءات الحماية لتركيا في حالة نشوب حرب محتملة مع العراق. وتقول ألمانيا إنها تؤيد حق النقض هذا. وقد بدأ الأمين العام جورج روبرتسون تنفيذ هذا الإجراء في 6 فبراير. وردّا على ذلك، تطالب تركيا بالمادة 4 من معاهدة الناتو، التي تنص على أنه يجب على الدول الأعضاء أن تتداول عندما تطلب منها دولة عضو أخرى أن تفعل ذلك إذا شعرت بأنها مهددة.

12 فبراير 2003
- تنشر قناة الجزيرة شريط صوتي ينسب إلى أسامة بن لادن. وهو يروي معركة تورا بورا ويحث المسلمين على محاربة الولايات المتحدة والإطاحة بحكومة صدام حسين العراقية.

13 فبراير 2003
- أشارت لجنة تابعة للأمم المتحدة إلى أن صواريخ الصمود 2 العراقية التي كشف عنها العراق لمفتّشي الأسلحة في ديسمبر الماضي يبلغ مداها 180 كم (فوق حد 150 كم المسموح به من قبل الأمم المتحدة) مما يفرق وجهات النظر حول ما إذا كانت هذه الصواريخ تنتهك قرار مجلس الأمن الدولي رقم 1441.
- تمنع النمسا الوحدات العسكرية الأمريكية المشاركة في الهجوم على العراق من الدخول إلى أراضيها أو التحليق فوقها دون تفويض من الأمم المتحدة لمهاجمة العراق.
- تدعي واشنطن بوست أن مصادر مجهولة المصدر تؤكد أن وحدتين من القوات الخاصة تعملان على الأرض داخل العراق منذ أكثر من شهر، وتقوم باستعدادات أولية لغزو واسع النطاق.

14 فبراير 2003
- تقام مظاهرة كبيرة جدا في ملبورن احتجاجا على دعم الحكومة الإسترالية لسياسة الولايات المتحدة بشأن العراق. ويقدر المنظمون أن 200 ألف شخص يخرجون إلى الشوارع بينما ذكرت مصادر الأنباء أن العدد «يصل إلى 150 ألف شخص».[9]
- يقدم كبير مفتّشي الأسلحة الأنموفيك هانز بليكس ومحمد البرادعي تقريرهما الثاني إلى مجلس الأمن الدولي. ويقولون إن العراقيين كانوا متعاونون بشكل جيد مع المفتشين وأنه لم يتم العثور على أسلحة دمار شامل ولكن حكومة صدام حسين ما زال يتعين عليها أن تُحصي الكثير من الأسلحة المحظورة التي يعتقد أنها كانت في ترسانته. ويعرب بليكس أيضا عن شكوكه إزاء بعض الاستنتاجات الواردة في العرض الذي قدّمه كولن باول في مجلس الأمن في 5 فبراير، ويشكك تحديدا في أهمية بعض الأدلة الفوتوغرافية التي قدمها باول.

15 فبراير 2003
- الاحتجاجات العالمية ضد الحرب على العراق: الناس في جميع أنحاء العالم يتظاهرون ضد التخطيط للحرب ضد العراق . في روما مليون شخص يخرجون إلى الشوارع، في لندن مليون. في برلين هناك نصف مليون في أكبر مظاهرة منذ عدة عقود. وهناك أيضا مسيرات احتجاج في جميع أنحاء فرنسا وكذلك في العديد من المدن الأوروبية الصغيرة الأخرى. كما تقام مظاهرات في جنوب أفريقيا وسوريا والهند وروسيا وكندا والولايات المتحدة في حوالي 600 مدينة بالإجمالي.

18 فبراير 2003
- قبل ساعات من وصول السفن الأولى التي تنقل معدات عسكرية أمريكية ثقيلة إلى تركيا إلى الميناء، تعلن الحكومة التركية أنها ستمتنع عن الموافقة على الإرساء ما لم ترفع الولايات المتحدة منحة المعونة الأجنبية المتبادلة بقيمة 6 مليارات دولار إلى 10 مليارات دولار. وتشير إدارة بوش إلى أنه لن يتم إجراء تغييرات جوهرية على حزمة المساعدات المقترحة.

22 فبراير 2003
- بوش يجتمع مع رئيس الوزراء الإسباني آثنار لبحث الوضع في مجلس الأمن. ووفقا لنص مسرب من الاجتماع، كان بوش يستخدم المساعدات الخارجية والاتفاقات التجارية للضغط على أعضاء مجلس الأمن لدعم السياسة الأمريكية. وكشف النص أيضا أن صدام عرض الذهاب إلى المنفى إذا سمح له بالاحتفاظ بمليار دولار ومعلومات عن أسلحة الدمار الشامل.

24 فبراير 2003
- قال وزير الخارجية الأمريكي كولن باول في اجتماع عقد في بكين «لقد حان الوقت لاتخاذ إجراء. الدليل واضح... ونحن نصل إلى هذه النقطة التي يجب أن تترتب عليها عواقب وخيمة». ويبدو أن خطابه يشير إلى أنه من المرجح أن يتبع العمل العسكري في غضون ثلاثة أسابيع، استنادا إلى إحاطات سابقة من البنتاغون.

25 فبراير 2003
- قدّمت الولايات المتحدة وبريطانيا وإسبانيا إلى مجلس الأمن الدولي قرارا ثانيا طال انتظاره يذكر أن العراق «فشل في اغتنام الفرصة الأخيرة» لنزع أسلحته ولكنه لا يتضمن مواعيد نهائية أو تهديدا صريحا بالقوة العسكرية. وفي الوقت نفسه، تقدم فرنسا وألمانيا وروسيا اقتراحا مضادا يدعو إلى نزع السلاح السلمي من خلال عمليات التفتيش الأخرى.
- تعهد الحزبان الرئيسيان في كردستان، وهي منطقة تتمتع بالحكم الذاتي في شمال العراق، بمحاربة القوات التركية في حال دخولها كردستان للاستيلاء على الموصل أو التدخل في الحكم الذاتي الكردي. وبينهما يمكن للطرفين حشد ما يصل إلى 80 ألف من المغاوير — على الأرجح لا يوجد تطابق مع الجيش التركي الحديث، ولكن ضربة قوية لوحدة حلفاء الولايات المتحدة على الجبهة الشمالية المتوقعة في خطة الولايات المتحدة لغزو العراق.

26 فبراير 2003
- يذكر هانز بليكس أن العراق لم يتخذ بعد «قرارا جوهريا» بنزع أسلحته بالرغم من الدلائل الأخيرة على زيادة التعاون. وعلى وجه التحديد، رفض العراق تدمير صواريخه الطويلة المدى من طراز الصمود 2. (هذه ليست أسلحة دمار شامل، ويسمح للعراق بصواريخ «ميدان القتال». بيد أن صواريخ العراق كانت محدودة بموجب تعليمات الأمم المتحدة بقطر 600 ملم، ويبلغ قطر الصمود 2 760 ملم). هذه القذائف منتشرة ومتحركة. كما عثر على قنبلة جوية من طراز R-400 يمكن أن تحتوي على عوامل بيولوجية. وبالنظر إلى هذا الاكتشاف، طلب مفتشو الأمم المتحدة الوصول إلى نطاق الأسلحة في العزيزية للتحقق من إمكانية حصر جميع القنابل الـ155 من طراز R-400 والتأكد من تدميرها. كما يعرب بليكس عن تشككه في مزاعم العراق بتدمير مخزوناته من الجمرة الخبيثة وعوامل الأعصاب في اكس في مجلة تايم. وقال بليكس انه «من الغريب بعض الشيء» أن يدعي العراق، مع «أحد أكثر الأنظمة تنظيما في العالم العربي»، أنه ليس لديه سجلات عن تدمير هذه المواد غير المشروعة. وقال بليكس «لا أرى أنهم اكتسبوا أيّة مصداقية».
- يلتزم جورج بوش علنا بديمقراطية ما بعد الغزو في العراق، قائلا إنها ستكون «مثالا» للدول الأخرى في شبه الجزيرة العربية.
- توني بلير يمرر اقتراحا في مجلس العموم يؤيد قرارا جديدا في مجلس الأمن الدولي ويفترض أن يأذن بشن حرب (على الرغم من أن الاقتراح يتجنب بعناية قول ذلك). 120 عضوا من أعضاء حزب العمال البريطاني يعارضون القرار ويصوتون ضده — وهو ضعف عدد الذين عارضوا الاقتراح السابق من هذا القبيل — ولكن يؤيد حزب المحافظين في المملكة المتحدة اقتراح الحكومة.
- يستبعد صدام حسين، في مقابلة مع دان راذر، النفي كخيار.

27 فبراير 2003
- ينتهي اجتماع مجلس الأمن الدولي حول العراق دون التوصل إلى اتفاق حول جدول زمني لمزيد من عمليات التفتيش عن الأسلحة أو التقارير المستقبلية.

28 فبراير 2003
- من المتوقع أن يبدأ العراق عملية تدمير صاروخين الصمود يوم السبت. ويقول هانز بليكس كبير مفتشي الأسلحة في الأمم المتحدة «إنها قطعة مهمة جدا من نزع السلاح الحقيقي». بيد أن المتحدث باسم البيت الأبيض آري فلايشر أعلن أن التزام العراق بتدمير هذه الصواريخ يعد عملية احتيال توقعها الرئيس جورج دبليو بوش ويشير إلى أن الولايات المتحدة تريد نزع أسلحة العراق بشكل تام وكامل. كما يكرر أنه إذا لم تتخذ الأمم المتحدة إجراء لنزع سلاح بغداد فإن الولايات المتحدة ستقود تحالفا من الدول الطوعية لنزع سلاح صدام حسين.

### مارس
1 مارس 2003
- تحت إشراف الأمم المتحدة، يبدأ العراق بتدمير أربعة من صواريخ الصمود.
- يلغي رئيس البرلمان التركي التصويت بقبول القوات الأمريكية المشاركة في الغزو المخطط للعراق إلى تركيا على أساس دستوري . 264 صوتا مؤيدا و 250 صوتا ضد قبول 62 ألف جندي أمريكي لا تُشكِّل الأغلبية الضرورية بموجب الدستور التركي بسبب امتناع 19 عضوا عن التصويت.
- تدعو دولة الإمارات العربية المتحدة الرئيس العراقي صدام حسين إلى التنحي لتجنب الحرب. وقد رددت الكويت هذا الرأي فيما بعد.
- بدأت العديد من «الدروع البشرية» بالعودة إلى بلدانها الأصلية لأن الحكومة العراقية أرادت فعلا استخدامها كدروع بشرية. وقالت الدروع البشرية التي هربت من البلاد للصحفيين إن الحكومة العراقية تريد منهم الجلوس في مواقع (محطات توليد الكهرباء) التي كان من المرجح جدا أن تتعرض للقصف وليس المستشفيات التي كانوا ينوون الدفاع عنها. (وفي السنة التالية، دُمِّر مستشفى واحد على الأقل[10]).

2 مارس 2003
- تعتبر البحرين ثالث دولة عربية تدعو الرئيس العراقي صدام حسين إلى التنحي. وقد أصدرت الكويت والإمارات العربية المتحدة بالفعل إعلانات مماثلة.
- ينشر الأوبزرفر ما يدعي أنه مذكرة مسربة مؤرخة 31 يناير 2003 تأمر فيها أعضاء وكالة الأمن القومي بالتجسس على أعضاء مجلس الأمن التابع للأمم المتحدة، مع التركيز بشكل خاص على أعضاء من أنغولا والكاميرون وتشيلي والمكسيك وغينيا وباكستان لمحاولة تحديد كيفية تصويتهم.[11]
- العراق يدمر ستة صواريخ أخرى من طراز الصمود ليصل إجمالي عدد الصواريخ المدمرة إلى 10 صواريخ من بين 100 صاروخ أمرت الامم المتحدة بإزالتها. ويواصل البيت الأبيض رفض تصرفات العراق باعتبارها «جزءا من لعبة الخداع». ويشير العراق إلى أنه قد يوقف تدمير الصواريخ إذا ما أشارت الولايات المتحدة إلى أنها ستشنّ الحرب على أي حال.
- ذكرت صحيفة ذا صن العمل العسكري ضد العراق قد يبدأ في 13 مارس بعد ساعات من احتمال تصويت الأمم المتحدة على القرار الثاني المقترح الذي قدمته الولايات المتحدة وبريطانيا وإسبانيا.

3 مارس 2003
- تحت ضغوط أمريكية شديدة تشير تركيا إلى أن برلمانها سينظر في إجراء تصويت ثان حول ما إذا كان سيسمح للقوات الأمريكية باستخدام القواعد التركية لشنّ هجوم عسكري على العراق.
- يستخدم الفنيون العراقيون الجرافات لسحق ستة صواريخ أخرى من صواريخ الصمود 2 المحظورة ليصل بذلك إلى 16 عدد الذين تم تدميرها خلال ثلاثة أيام.

4 مارس 2003
- العراق يدمر ثلاثة صواريخ أخرى من طراز الصمود 2 ليصل إلى 19 عدد الذين سحقتها بغداد من بين 100 طلب الأمم المتحدة تدميرها. العراق أيضا يدمر قاذفة وخمسة محركات في عجلة من أمره لإثبات أنه ينزع سلاحه قبل تقرير حاسم للأمم المتحدة في 7 مارس. وصف الامين العام للامم المتحدة كوفي أنان الاجراءات الجديدة بانها «تطور ايجابى» في الوقت الذي يظل فيه البيت الأبيض غير مقتنع قائلا «بالرغم من عمليات التزوير المحدودة التي شارك فيها العراق، إلّا أنهم يواصلون بشكل أساسي عدم نزع سلاحهم».

5 مارس 2003
- يدعو البابا يوحنا بولس الثاني الكاثوليك إلى إحياء ذكرى أربعاء الرماد بالصيام والصلاة من أجل السلام. يرسل مبعوثا، الكاردينال بيو لاغي، إلى الرئيس بوش، لحثه على عدم خوض الحرب. ويقول لاغي لبوش أن البابا يعتقد أن الحرب ستكون «هزيمة للبشرية» ولن تكون مبررة أخلاقيّا ولا قانونيا.
- قبل يومين من الموعد المقرر لإطلاع الأمم المتحدة على تعاون العراق مع عمليات التفتيش، قال هانز بليكس أن العراق «لديه الكثير من التعاون الآن» على الرغم من أنه ما زال يعرب عن بعض التشكك فيما إذا كان التعاون سيستمر أم لا. ومن أمثلة التعاون التي يستشهد بها تدمير العراق لصواريخ الصمود 2 التي يسميها «الأكثر إثارة والأكثر أهمية والملموسة». ويضيف أن «الأسلحة التي يمكن استخدامها في الحرب يجري تدميرها بكميات كبيرة إلى حد ما». بشكل عام، يقول: «لديك قدر أكبر من التعاون في المقابلات بشكل عام». وتساعد هذه التصريحات على تشديد معارضة العديد من أعضاء مجلس الأمن الآخرين للحرب بقيادة الولايات المتحدة. (تبين فيما بعد أن بليكس عثر على الأسلحة غير المشروعة الوحيدة في العراق ودمرها، ولم تكن أسلحة دمار شامل).
- قال وزير الخارجية الأمريكي كولن باول أن الاستخبارات الاميركية أشارت إلى أن حسين أمر بإنتاج المزيد من صواريخ الصمود 2 ومحركات الصواريخ. ولا تنفي الحكومة العراقية هذا الإدعاء ولكنها تقول مرة أخرى أنها تعتبر الصواريخ قانونية. ويشير باول أيضا إلى أن العراق سلّم «بعض الوثائق التي لم يتم العثور عليها من قبل».
- العراق يدمر تسعة صواريخ أخرى من طراز الصمود 2 ليصل العدد الإجمالي للصواريخ التي تم التخلص منها إلى 28 صاروخا.

6 مارس 2003
- ذكرت المخابرات الأمريكية أن الحكومة العراقية أمرت بالزي العسكري الأمريكي مع خطط لشن هجمات على المواطنين العراقيين يلقي باللوم فيها بعد ذلك على الجنود الأمريكيين.[12]
- العراقيون المنفيون يشهدون في واشنطن على الجرائم الوحشية التي ارتكبتها حكومة الحسين بحق المواطنين العراقيين. وتقول امرأة عراقية ان الشعب العراقي «ينتظر بصبر» أن تحرر الولايات المتحدة البلاد. وتقول امرأة أخرى إن المحتجين على الحرب «جاهلين ومضللين».[13]
- العراق دمر ستة صواريخ أخرى من طراز الصمود 2 مما يعني أن العراق دمّر الآن 34 من مخزونها المعروف البالغ 100 صاروخ من الصواريخ المحظورة.
- تنضم الصين إلى فرنسا وروسيا وألمانيا في تسجيل نفسها رسميا في سجل معارضة للحرب التي تقودها الولايات المتحدة. ونقل عن جيانغ تسه مين قوله «أن باب السلام يجب ألا يغلق».
- الرئيس الأمريكي جورج دبليو بوش يعقد مؤتمرا صحفيا على الهواء مباشرة حول التطورات الأخيرة في الحرب على الإرهاب والوضع مع كوريا الشمالية والمواجهة مع العراق.[14]

7 مارس 2003
- تنشر صحيفة واشنطن تايمز تقريرا يتضمن تفاصيل المعلومات الإستخبارية الأمريكية الأخيرة التي تظهر أن فرنسا تبيع سرا قطع غيار للعراق لطائراتها المقاتلة والمروحيات العسكرية خلال الأشهر الماضية. وتشير تقارير استخباراتية أخرى إلى أن العراق نجح في الحصول على أسلحة فرنسية بصورة غير مشروعة منذ سنوات.[15]
- وتزعم صحيفة دي تاغتسايتونغ الألمانية أنه بناء على طلب الولايات المتحدة تم فرض رقابة كبيرة على إعلان الأسلحة العراقي المكوّن من 12 ألف صفحة قبل تقديمه إلى الأمم المتحدة من أجل إزالة الإشارات إلى الدول الغربية التي زوّدت العراق بالأسلحة. ولم يتبقَّ بعد الرقابة سوى نحو 000 3 صفحة، وحصلت الصحيفة على نسخ من التقرير المشمول بالرقابة، الذي يشير إلى شركات مثل هانيويل من أحد كبار الموردين للأسلحة العراقية.
- يقدم هانز بليكس تقريرا إلى مجلس الأمن التابع للأمم المتحدة. يقول بليكس «لم يتم العثور على دليل على الأنشطة المحظورة حتى الآن»، قائلا أنه تم إحراز تقدم في عمليات التفتيش التي ستستمر. يقدم بليكس وثيقة من 173 صفحة إلى مجلس الأمن تنص على أن المفتشين اكتشفوا طائرة بدون طيار عراقية غير معلنة يبلغ طولها 7.45 متر (24 قدم 5 بوصات) مما يشير إلى مدى غير قانوني يتجاوز 150 كم. تتبع الأقمار الصناعية الأمريكية رحلات تجريبية لهذه الطائرات بدون طيار، والتي ذكرها وزير الخارجية باول في 5 مارس. وقال باول أن التجربة تجاوزت بكثير النطاق القانوني الذي وافق عليه العراق بموجب قرارات الأمم المتحدة. وأظهر العراقيون هذه «الطائرة بدون طيار». كانت بدائية، ولا يمكن أن تطير إلا ضمن «خط الأفق». وانتقد بليكس بشدة في بعض الصحف البريطانية والولايات المتحدة لعدم العثور عليها والإعلان عن هذه الطائرة النموذجية الكبيرة.[16]
- يخلص محمد البرادعي رئيس الوكالة الدولية للطاقة الذرية إلى أن الوثائق التي قدمتها الولايات المتحدة وبريطانيا «كدليل» على أن العراق حاول استيراد اليورانيوم من النيجر هي في الواقع مزورة. وكان هذا «البرهان» جزءا رئيسيا من الاتهام الأمريكي بأن العراق يعيد بدء برنامجه للأسلحة النووية. وقال البرادعي «استنادا إلى تحليل دقيق خلصت الوكالة الدولية للطاقة الذرية إلى أن هذه الوثائق التي شكّلت أساسا لتقارير عن صفقات اليورانيوم الأخيرة بين العراق والنيجر ليست في الواقع حقيقية». ويخلص إلى القول: «لذلك استخلصنا إلى أن هذه الإدعاءات المحددة لا أساس لها من الصحة».
- تقدم قوات حفظ السلام الدولية في الكويت شكوى إلى مجلس الأمن الدولي بأن قوات المارينز الأمريكية تقوم بقطع ثقوب في السياج الحدودي الذي تحرسه الأمم المتحدة بين الكويت والعراق. وقال فريد ايكهارد المتحدث باسم الأمم المتحدة الذي قدّم الشكوى أن هذا النشاط قد ينتهك قرار مجلس الأمن الذي أقام المنطقة ولكنه يضيف أن الأمر يعود لمجلس الأمن الدولي لاتخاذ القرار.
- أضيفت تعديلات إلى مشروع القرار الأمريكي–البريطاني–الإسباني بشأن العراق لعام 2003، الذي حدد 17 مارس موعدا نهائيا. ويحجب مشروع القرار عندما يصبح من الواضح أن القرار لن يمر.

9 مارس 2003
- بالقرب من الحدود العراقية/الكويتية، يحاول عشرات الجنود العراقيين الاستسلام للمظليين البريطانيين الذين يختبرون أسلحتهم خلال تدريبات روتينية. وأبلغ الجنود المذهولون من لواء الهجوم الجوي 16 العراقيين أنهم لم يطلقوا النار عليهم وأخبروهم أنه من السابق لأوانه الاستسلام.

11 مارس 2003
- يهدد المقاتلون العراقيون طائرتين استطلاع أمريكيتين من طراز يو - 2 يجبرهما على إجهاض مهمتهما والعودة إلى قاعدتهما. ووصف المسؤولون العراقيون الحادث بأنه “خطأ فني ” ارتكبه مفتشو الأمم المتحدة. ويقول اوين بوكانان المتحدث باسم الانموفيك أن المسؤولين العراقيين أُبلغوا مسبقا بالرحلة.
- ذكرت وسائل الاعلام العربية أن صدام حسين فتح معسكرات تدريب في العراق للمتطوعين العرب الراغبين في تنفيذ تفجيرات انتحارية ضد القوات الأمريكية في حالة وقوع هجوم على العراق.

12 مارس 2003
- يقترح رئيس الوزراء البريطاني توني بلير تعديل القرار الثامن عشر المحتمل الذي يدعو العراق إلى الوفاء ببعض النقاط المرجعية التي تثبت أنه يقوم بنزع سلاحه. وتشمل هذه النقاط المرجعية خطابا تلفزيونيا من حسين يعلن فيه نوايا العراق لنزع سلاحه وحصر مخزونات الأسلحة الكيماوية والطائرات بدون طيار في العراق. وتهدد فرنسا مرة أخرى باستخدام حق النقض حتى لو صوّتت أغلبية أعضاء المجلس لصالح القرار.

13 مارس 2003
- تزعم التقارير أن جزءا كبيرا من الجيش العراقي مستعد للاستسلام إذا بدأت الحرب. اعترف وزير الدفاع دونالد رامسفيلد بأن الحكومة الأمريكية تتواصل مع الجنود العراقيين. وكان معروفا منذ بعض الوقت أن الجيش الأمريكي كان يتصل بالجنود العراقيين عبر البريد الإلكتروني.

16 مارس 2003
- يجتمع قادة الولايات المتحدة وبريطانيا والبرتغال وإسبانيا في قمة في جزر الأزور. ويصف الرئيس بوش الإثنين 17 مارس «لحظة الحقيقة»، بمعنى أن «تحالف الراغبين» سيبذل جهده النهائي لاستخراج قرار من مجلس الأمن الدولي يعطي العراق إنذارا نهائيا لنزع سلاحه فورا أو نزع سلاحه بالقوة.
- تنصح الولايات المتحدة مفتشي الأسلحة الدوليين بمغادرة العراق.[17]
- تأمر الولايات المتحدة جميع الدبلوماسيين غير الأساسيين بالخروج من الكويت وسوريا وإسرائيل.
- بدأت الجماعات العراقية المناهضة لصدام في تشويه وتخريب ملصقات الديكتاتور في جميع أنحاء العراق. كما وقعت مظاهرات في كركوك حيث قام حشد يقدر ب 20 ألف شخص بمسيرة على المقر الإداري الرئيسي لحزب البعث للمطالبة بالإطاحة بحكومة صدام. وقد تمزقت ثلاثة ملصقات للزعيم العراقي إلى قطع وتم إلقاء قنبلة يدوية على مبنى الحكومة. وتشير بعض التقارير إلى أن أحد كبار المسؤولين في حزب البعث قد قُتل في الهجوم.

17 مارس 2003
- الرئيس الأمريكي جورج دبليو بوش يعطي صدام حسين 48 ساعة للذهاب إلى المنفى أو مواجهة الحرب.
- المخابرات الأمريكية تفيد بأن الجنود العراقيين في جنوب العراق كانوا مسلحين بأسلحة كيماوية.
- تعلن فرنسا أنها ستدعم القوات الأمريكية إذا أطلق العراق أسلحة كيماوية ضد القوات الأمريكية.

18 مارس 2003
- صدام حسين يرفض خيار المنفى.

19 مارس 2003
- 15 جنديا عراقيا يستسلمون بالقرب من الحدود الكويتية.
- تقول مصادر الدفاع البريطانية أن صدام حسين قد يستخدم أسلحة كيماوية ضد شعبه العراقي ونسب المسؤولية عن تلك الهجمات إلى قوات التحالف كجزء من حرب دعائية. وفي وقت سابق من العام الحالي، قام حسين بتجهيز جزء من الجيش العراقي بالزي الأمريكي المماثل.
- الطائرات الحربية الأمريكية تقصف المدفعية العراقية في مدى الجنود الأمريكيين .